# 科佐耶夫·阿爾森
科佐耶夫·阿爾森（羅馬化：Kotsoyev Arsen；1872年1月15日—1944年2月4日），俄羅斯帝國奧塞梯文學家，奧塞梯散文的奠基者，對現代奧塞梯語的結構有深遠影響。他參與過當時每一本奧塞梯文期刊的創刊號，是著名的奧塞梯政治評論家。
俄羅斯聯邦北奧塞梯共和國的弗拉季高加索、別斯蘭兩地有街道以「科佐耶夫」命名。